# فورد ضد فيراري
فورد ضد فيراري (أو لو مانس '66 في بعض المناطق الأوروبية)، هو فيلم دراما وإثارة ورياضة أمريكي صادر في عام 2019، من إخراج جيمس مانغولد وكتابة جيز باتروورث وجون هنري باتروورث وجايسون كلير. مثل كل من مات ديمون وكريستيان بيل دوري البطولة في الفيلم، في حين حصل كل من جون بيرنثال، وكاترينا بالف، وتريسي ليتس، وجوش لوكاس، ونواه جوب، وريمو جيرون، وراي ماكينون على أدوار مساعدة فيه.
تتابع حبكة الفيلم فريقًا حازمًا من المهندسين والمصممين الأمريكيين -بقيادة مصمم السيارات كارول شيلبي وسائقه البريطاني كين مايلز- الذين كلفهم هنري فورد الثاني ولي إياكوكا بمهمة بناء فورد جي تي 40، سيارة السباق الجديدة التي قد تتيح إمكانية هزيمة فريق سباق فيراري المهيمن بشكل دائم في «24 ساعة من سباق لومان» لعام 1966 في فرنسا. اختير توم كروز وبراد بيت لتمثيل دوري البطولة في المراحل الأولى من إنتاج الفيلم، ولكن باءت هذه الخطط بالفشل. جرى التعاقد مع مانغولد في فبراير من عام 2018، وانضم ديمون وبيل وبقية الممثلين في ذلك الصيف. بدأ التصوير في يوليو من عام 2018 في كاليفورنيا واستمر أكثر من شهرين بقليل.
عُرض فيلم فورد ضد فيراري لأول مرة في مهرجان تيلورايد السينمائي في 30 أغسطس من عام 2019، وأصدرت شركة إستوديوات القرن العشرين الفيلم رسميًا في الولايات المتحدة الأمريكية في 15 نوفمبر. حقق الفيلم 225.5 مليون دولار في جميع أنحاء العالم وحصل على إشادة من النقاد الذين أثنوا على أداء الممثلين (خاصة بالز وديمون)، بالإضافة إلى ثنائهم على مانغولد وعلى مونتاج الفيلم وعلى تسلسل السباق. اختار المجلس الوطني للمراجعة هذا الفيلم ليكون أحد أفضل عشرة أفلام لذلك العام. حصل الفيلم أيضًا على أربعة ترشيحات في حفل توزيع جوائز الأوسكار الثاني والتسعين بما في ذلك أفضل فيلم، وفاز بجائزة أفضل مونتاج وأفضل مونتاج صوتي. رُشح بيل بسبب أدائه المتميز لجائزة غولدن غلوب لأفضل ممثل- فيلم دراما، وجائزة نقابة ممثلي الشاشة للأداء المتميز لممثل في دور رئيسي.

## طاقم العمل
- كريستيان بيل في دور كين مايلز، محارب بريطاني سابق في الحرب العالمية الثانية وسائق سيارة سباق محترف.
- مات ديمون في دور كارول شيلبي، سائق سيارة سباق أمريكي سابق، ومصمم سيارات، وبنّاء.
- جون بيرنثال في دور لي إياكوكا، نائب رئيس شركة فورد.
- كاترينا بالف في دور مولي مايلز، زوجة كين مايلز.
- جوش لوكاس في دور ليو بيب، الغريم ونائب الرئيس التنفيذي الأول.
- نواه جوب في دور بيتر مايلز، ابن كين مايلز.
- تريسي ليتس في دور هنري فورد الثاني، الرئيس التنفيذي لشركة فورد وحفيد هنري فورد الرائد في صناعة السيارات.
- ريمو جيرون في دور إينزو فيراري، مؤسس شركة فيراري وفريقها «فريق فيراري» لسباق السيارات.
- راي ماكينون في دور فيل ريمنغتون.
- جاي جاي فيلد في دور روي لان، مهندس شركة فورد المشارك في برنامج جي تي 40.
- جاك مكمولين في دور تشارلي أغابيو.
- كورادو إيفرنيتزي في دور فرانكو غوزي، الساعد الأيمن لإينزو فيراري.
- جو ويليامسون في دور دونالد فراي، رئيس مهندسي فورد.
- يان هاردنغ في دور المدير التنفيذي- إيان.
- كريستوفر دارغا في دور جون هولمان.

## الحبكة
مصمم السيارات الأمريكي كارول شيلبي وسائق سيارة السباق البريطاني كين مايلز يحاربان تدخل الشركات وقوانين الفيزياء لبناء مركبة ثورية لشركة فورد، يخططون للتنافس ضد سيارات السباق التابعة لإنزو فيراري في 24 ساعة من لومان في فرنسا في عام 1969.

## الاستقبال
تلقى الفيلم إستقبال ايجابي من طرف الجمهور حيث حصل على :
تقييم 8.3/10⭐ من موقع imBd.com
تحصل على تقييم 92% بعد 308 مراجعة على
موقع الطماطم الفاسدة rotten tomato 🍅

## وصلات خارجية
- فورد ضد فيراري على موقع IMDb (الإنجليزية)
- فورد ضد فيراري على موقع ميتاكريتيك (الإنجليزية)
- فورد ضد فيراري على موقع روتن توميتوز (الإنجليزية)
- فورد ضد فيراري على موقع ألو سيني (الفرنسية)
- فورد ضد فيراري على موقع بوكس أوفيس موجو (الإنجليزية)
- فورد ضد فيراري على موقع فيلمافينيتي (الإسبانية)
- فورد ضد فيراري على موقع قاعدة بيانات الفيلم (الإنجليزية)
- فورد ضد فيراري على موقع ليتربوكسد (الإنجليزية)
- فورد ضد فيراري على موقع كينوبويسك (الروسية)